# Vladimir Fedotov (football, 1966)
Pour les articles homonymes, voir Fedotov.
Ne doit pas être confondu avec Vladimir Fedotov (football, 1943).
Vladimir Valentinovitch Fedotov (en russe : Владимир Валентинович Федотов) est un footballeur et entraîneur de football russe né le 12 août 1966 à Mikhaïlovsk.

## Biographie

### Carrière de joueur
Natif de Mikhaïlovsk dans l'oblast de Sverdlovsk, Vladimir Fedotov intègre au cours de sa jeunesse les équipes de jeunes de l'Ouralmach Sverdlovsk, avec qui il fait ses débuts professionnels à l'âge de 17 ans lors de la saison 1983, qui le voit jouer deux matchs de troisième division. Il quitte l'année suivante Sverdlovsk pour rejoindre le Droujba Iochkar Ola avant de revenir à l'Ouralmach en 1986, après quoi il met sa carrière professionnelles de côté pour un temps.
Il reprend sa carrière en 1989 et fait à cette occasion son retour à Sverdlovsk, où il évolue cette fois pendant huit saisons consécutives, disputant 277 rencontres et inscrivant douze buts durant cette période qui voit le club passer du troisième échelon soviétique à la première division russe à partir de 1992. Il connaît également sa seule expérience européenne à l'été 1996 en disputant six matchs de Coupe Intertoto.
Il quitte finalement l'Ouralmach à l'issue de la saison 1996, qui voit l'équipe être reléguée de l'élite, et rejoint dans la foulée l'Arsenal Toula en troisième division avec qui il remporte la zone Ouest lors de l'exercice 1997. Peu utilisé par la suite par le club, il signe en 1999 au Gazovik-Gazprom Ijevsk dans la même division avant de s'en aller dès l'année suivante au Sokol Saratov, avec qui il remporte le deuxième échelon et effectue ensuite un dernier passage en première division entre 2001 et 2002. Il effectue à la mi-saison 2002 un dernier retour à l'Ouralmach, depuis tombé dans les divisions inférieures, où il termine finalement sa carrière à la fin de l'année 2003, à l'âge de 37 ans.

### Carrière d'entraîneur

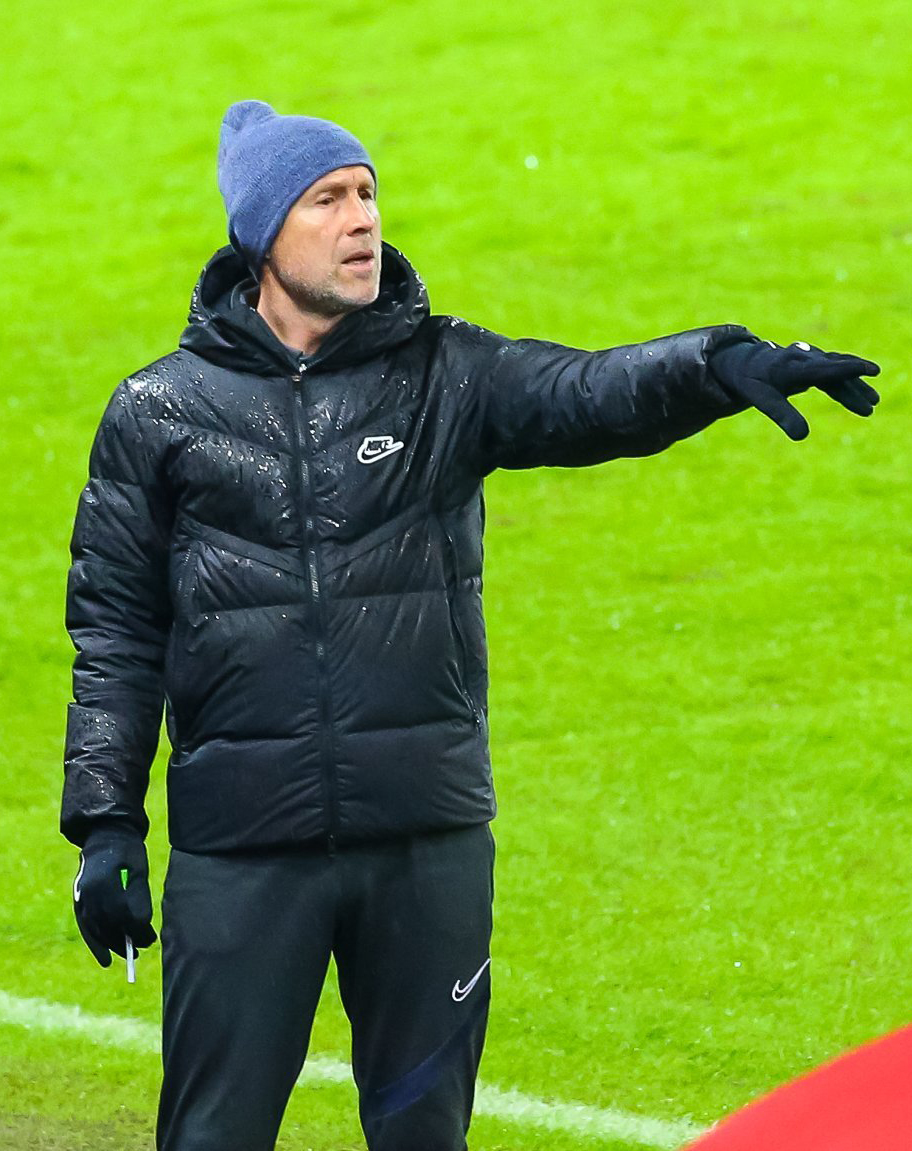
Vladimir Fedotov à la tête du FK Sotchi en 2021.

À la fin de sa carrière de joueur, il reste à l'Oural Iekaterinbourg où il intègre l'encadrement technique du club à partir de 2004 avant d'être nommé à la tête de l'équipe première au mois de juin 2009. Sous ses ordres, l'équipe termine huitième de la deuxième division à l'issue de la saison 2009. Il quitte par la suite ses fonctions en mai 2010 avant de devenir entraîneur principal du Metallourg-Kouzbass Novokouznetsk au mois de janvier 2011, équipe qu'il amène à la promotion à l'issue de l'exercice 2011-2012 en remporte le groupe Est de la troisième division. Il parvient ensuite à maintenir le club au deuxième échelon la saison suivante mais décide finalement s'en aller alors que la situation sportive du club devient instable à l'été 2013.
Fedotov devient par la suite entraîneur de l'équipe amateur du Sinara Kamensk-Ouralski lors du premier semestre 2015 avant de rejoindre à l'été le Gazovik Orenbourg en tant qu'adjoint de Robert Ievdokimov, prenant part à la victoire du club en deuxième division à l'issue de la saison 2015-2016 ainsi qu'à sa première saison dans l'élite, qui s'achève cependant par une relégation à la fin de l'exercice suivant. Le départ de Ievdokimov en mai 2017 voit Fedotov quitter lui aussi Orenbourg, ce dernier rejoignant l'Ararat Moscou en tant qu'adjoint le 13 août suivant, mais s'en va finalement deux jours plus tard pour faire son retour à Orenbourg où il prend la tête de l'équipe première. Reprenant l'équipe en treizième position après huit rencontres, il parvient à inverser la tendance au cours de la saison 2017-2018 et ramène finalement celle-ci en première division en remportant le championnat, remportant dans la foulée le titre de meilleur entraîneur de la compétition,. Il parvient ensuite à maintenir sans difficulté le club dans l'élite la saison suivante, prenant même un temps part à la lutte pour les places européennes en terminant septième du championnat, à seulement trois points d'une éventuelle qualification en Ligue Europa. Alors que le club se place en quatorzième position à la trêve hivernale lors de l'exercice 2019-2020, Fedotov quitte ses fonctions pour rejoindre le FK Sotchi le 8 décembre 2019.
Sous ses ordres, le club sotchiste termine douzième du championnat à l'issue de cette première saison avant d'atteindre la cinquième place l'année suivante et d'accéder à l'Europe pour la première fois. Il atteint par la suite le troisième tour de qualification de la Ligue Europa Conférence avant d'être éliminé par le Partizan Belgrade aux tirs au but. Par la suite, la saison domestique voit Sotchi se placer comme un prétendant constant au podium qu'il occupe à plusieurs reprises avant de finir deuxième au terme de l'exercice à la faveur d'un large succès 5-1 chez son concurrent direct le Dynamo Moscou lors du dernier tour. Peu après la fin de la saison, Fedotov quitte son poste d'entraîneur pour rejoindre le CSKA Moscou.

## Statistiques

### Statistiques de joueur
| Saison                | Club                     | Championnat           | Championnat | Championnat | Coupe(s) nationale(s) | Coupe(s) nationale(s) | Compétition(s) continentale(s) | Compétition(s) continentale(s) | Compétition(s) continentale(s) | Total | Total |
| Saison                | Club                     | Division              | M.          | B.          | M.                    | B.                    | Comp.                          | M.                             | B.                             | M.    | B.    |
| 1983                  | Ouralmach Sverdlovsk     | D3                    | 2           | 0           | -                     | -                     | -                              | -                              | -                              | 2     | 0     |
| 1984                  | Droujba Iochkar-Ola      | D3                    | 25          | 5           | -                     | -                     | -                              | -                              | -                              | 25    | 5     |
| 1985                  | Droujba Iochkar-Ola      | D3                    | 28          | 3           | -                     | -                     | -                              | -                              | -                              | 28    | 3     |
| 1986                  | Ouralmach Sverdlovsk     | D3                    | 26          | 2           | -                     | -                     | -                              | -                              | -                              | 26    | 2     |
| Sous-total            | Sous-total               | Sous-total            | 81          | 10          | -                     | -                     | -                              | -                              | -                              | 81    | 10    |
| 1989                  | Ouralmach Sverdlovsk     | D3                    | 40          | 2           | -                     | -                     | -                              | -                              | -                              | 40    | 2     |
| 1990                  | Ouralmach Sverdlovsk     | D3                    | 42          | 2           | -                     | -                     | -                              | -                              | -                              | 42    | 2     |
| 1991                  | Ouralmach Iekaterinbourg | D2                    | 41          | 0           | -                     | -                     | -                              | -                              | -                              | 41    | 0     |
| 1992                  | Ouralmach Iekaterinbourg | D1                    | 29          | 0           | 1                     | 1                     | -                              | -                              | -                              | 30    | 1     |
| 1993                  | Ouralmach Iekaterinbourg | D1                    | 33          | 0           | 1                     | 0                     | -                              | -                              | -                              | 34    | 0     |
| 1994                  | Ouralmach Iekaterinbourg | D1                    | 28          | 0           | 2                     | 1                     | -                              | -                              | -                              | 30    | 1     |
| 1995                  | Ouralmach Iekaterinbourg | D1                    | 23          | 0           | 3                     | 0                     | -                              | -                              | -                              | 26    | 0     |
| 1996                  | Ouralmach Iekaterinbourg | D1                    | 28          | 6           | -                     | -                     | CI                             | 6                              | 0                              | 34    | 6     |
| Sous-total            | Sous-total               | Sous-total            | 264         | 10          | 7                     | 2                     | -                              | 6                              | 0                              | 277   | 12    |
| 1997                  | Arsenal Toula            | D3                    | 29          | 4           | 4                     | 0                     | -                              | -                              | -                              | 33    | 4     |
| 1998                  | Arsenal Toula            | D2                    | 6           | 0           | -                     | -                     | -                              | -                              | -                              | 6     | 0     |
| 1999                  | Gazovik-Gazprom Ijevsk   | D2                    | 40          | 3           | 2                     | 1                     | -                              | -                              | -                              | 42    | 4     |
| Sous-total            | Sous-total               | Sous-total            | 75          | 7           | 6                     | 1                     | -                              | -                              | -                              | 81    | 8     |
| 2000                  | Sokol Saratov            | D2                    | 31          | 0           | 2                     | 0                     | -                              | -                              | -                              | 33    | 0     |
| 2001                  | Sokol Saratov            | D1                    | 28          | 1           | 3                     | 0                     | -                              | -                              | -                              | 31    | 1     |
| 2002                  | Sokol Saratov            | D1                    | 4           | 0           | 1                     | 0                     | -                              | -                              | -                              | 5     | 0     |
| Sous-total            | Sous-total               | Sous-total            | 63          | 1           | 6                     | 0                     | -                              | -                              | -                              | 69    | 1     |
| 2002                  | Ouralmach Iekaterinbourg | D3                    | 8           | 0           | 1                     | 0                     | -                              | -                              | -                              | 9     | 0     |
| 2003                  | Oural Iekaterinbourg     | D2                    | 13          | 0           | -                     | -                     | -                              | -                              | -                              | 13    | 0     |
| Sous-total            | Sous-total               | Sous-total            | 21          | 0           | 1                     | 0                     | -                              | -                              | -                              | 22    | 0     |
| Total sur la carrière | Total sur la carrière    | Total sur la carrière | 504         | 28          | 20                    | 3                     | -                              | 6                              | 0                              | 530   | 31    |

### Statistiques d'entraîneur
| Oural Iekaterinbourg              | 14 juin 2009    | 11 mai 2010     | 35  | 13  | 16 | 6  | 37,1 |
| Metallourg-Kouzbass Novokouznetsk | 21 janvier 2011 | 16 juin 2013    | 73  | 36  | 12 | 25 | 49,3 |
| FK Orenbourg                      | 17 août 2017    | 8 décembre 2019 | 86  | 44  | 17 | 25 | 51,2 |
| FK Sotchi                         | 8 décembre 2019 | 15 juin 2022    | 81  | 42  | 17 | 22 | 51,9 |
| CSKA Moscou                       | 15 juin 2022    | en cours        | 43  | 25  | 9  | 9  | 58,1 |
| Total                             | Total           | Total           | 318 | 160 | 71 | 87 | 50,3 |

## Palmarès

### Palmarès de joueur
Sokol Saratov
- Champion de Russie de deuxième division en 2000.

### Palmarès d'entraîneur
FK Orenbourg
- Champion de Russie de deuxième division en 2018.